# 2009 개정 교육과정
2009 개정 교육과정은 2009년 12월 23일에 교육과학기술부 고시 제2009-41 호로 고시된 교육과정으로, 학교 자율성과 창의성을 강화하는 방향으로 개정되었다. 이 개정 교육과정에서는 학기당 이수과목을 최대 5과목 줄이고 교과 집중이수제를 도입해 예ㆍ체능 등의 과목을 특정 학기에 몰아서 수업하며 학교 자율에 따라 교육과정을 20% 범위 내에서 증감 운영할 수 있게 했다. 그러나 집중이수제에 대한 폐단이 너무 많아 2014년부터 학기당 이수과목에서 예체능 과목을 제외시켰다.
2011년 8월 9일에 교육과학기술부 고시 제2011-361 호로 수정 고시된 교육과정은 일명 2011 개정 교육과정이라고도 한다.

## 특징
- 학습부담의 적정화를 통한 의미있는 학습활동 전개
- 폭넓은 인성교육을 위한 창의적 체험활동 강화
- 국민공통기본교육과정 조정
- 고등학교 교육과정의 혁신

## 고등학교 교육과정

### 국어과
- 현행 교육과정
  - 보통：국어, 화법과 작문Ⅰ, 화법과 작문Ⅱ, 독서와 문법Ⅰ, 독서와 문법Ⅱ, 문학Ⅰ, 문학Ⅱ
  - 전문：문학의 이해, 문장론, 시 창작, 소설 창작, 희곡 창작, 매체와 문학, 고전문학의 감상과 비평, 현대문학의 감상과 비평(문학고 전용)

- 2011년 개정 교육과정
  - 일반：국어Ⅰ, 국어Ⅱ, 화법과 작문, 독서와 문법, 문학, 고전
  - 심화：문학개론, 문장론, 고전문학감상, 현대문학감상, 시 창작 입문, 소설 창작 입문, 문예창작전공실기

### 수학과
- 현행 교육과정
  - 보통：수학, 수학의 활용, 수학Ⅰ, 수학Ⅱ, 미적분과 통계 기본, 적분과 통계, 기하와 벡터
  - 전문：고급수학(과학고 전용)

- 개정 교육과정
  - 기본：기초 수학
  - 일반：수학Ⅰ, 수학Ⅱ, 미적분Ⅰ, 미적분Ⅱ, 기하와 벡터, 확률과 통계[1][2]
  - 심화：고급 수학Ⅰ, 고급 수학Ⅱ

### 영어과
- 현행 교육과정
  - 보통：영어, 영어Ⅰ, 영어Ⅱ, 실용 영어 회화, 심화 영어 회화, 영어 독해와 작문, 심화 영어 독해와 작문
  - 전문(외국어고)：심화 영어[3], 영어 청해, 영어 회화Ⅰ, 영어 회화Ⅱ, 영어 독해, 영어 작문, 영어권 문화Ⅰ, 영어권 문화Ⅱ, 영어 문법
  - 전문(국제고)：영어 강독

- 개정 교육과정[4]
  - 기본：기초 영어
  - 일반：실용 영어Ⅰ, 실용 영어Ⅱ, 실용 영어 회화, 실용 영어 독해와 작문, 영어Ⅰ, 영어Ⅱ, 영어 회화, 영어 독해와 작문
  - 심화：심화 영어, 심화 영어 회화Ⅰ, 심화 영어 회화Ⅱ, 심화 영어 독해Ⅰ, 심화 영어 독해Ⅱ, 심화 영어 작문

### 사회과(역사/윤리교과 포함)
- 현행 교육과정
  - 보통：사회, 한국 지리, 세계 지리, 한국사, 동아시아사, 세계사, 경제, 법과 정치, 사회·문화, 도덕, 생활과 윤리, 윤리와 사상
  - 전문(국제고)：국제 정치Ⅰ, 국제 정치Ⅱ, 국제 경제Ⅰ, 국제 경제Ⅱ, 세계 문제, 비교 문화Ⅰ, 비교 문화Ⅱ, 정보 과학, 국제법, 지역 이해, 인류의 미래 사회, 한국의 전통 문화, 한국의 현대 사회, 한국어, 과제 연구Ⅰ, 과제 연구Ⅱ, 예능실습

- 개정 교육과정
  - 일반：사회, 한국 지리, 세계 지리, 한국사＊, 동아시아사, 세계사, 경제, 법과 정치, 사회·문화, 생활과 윤리, 윤리와 사상
  - 심화：국제 정치, 국제 경제, 국제 관계와 국제 기구, 세계 문제, 비교 문화, 사회 과학 방법론, 한국의 사회와 문화, 국제법, 지역 이해, 인류의 미래 사회, 과제 연구

(*) 반드시 이수함.

### 과학과
2007 개정 교육과정을 그대로 유지한다.
- 일반선택: 융합과학, 지구과학1, 지구과학2, 생명과학1, 생명과학2, 화학1, 화학2, 물리1, 물리2

참고
1. ↑  자연이공계열의 경우 6과목 모두 이수하여아 하고, 인문사회계열의 경우 미적분II와 기하와 벡터를 제외한 모두를 이수해야 한다.
2. ↑  자연이공계열의 경우 교육부에서 2학년 1학기에 미적분I, 2학기에 미적분II를 각각 이수하고, 3학년 1학기에 기하와 벡터 및 확률과 통계를 병행하도록 권장하고 있다. 그 이유는 미적분I과 미적분II, 기하와 벡터는 내용이 연결되는 반면 확률과 통계는 독립적인 내용을 가졌기 때문이다.
3. ↑  2009 개정 교육과정의 심화 영어와는 다르다.
4. ↑  타 과목에 비해 한 해 빠른 2013학년도 신입생부터 적용된다.

## 기타 사항
기본 방향에 따라 550개의 선택과목을 510개로 조정했다. 보통 교과의 선택과목은 101개에서 76개로, 심화과목은 193개에서 183개로 줄어든다. 전문 교과의 과목은 256개에서 251개가 된다.
학년군ㆍ교과군을 고려한 최소 `필수학습내용'을 정선(精選)해 중복되는 내용은 한 과목에 합치고 불필요한 부분은 빼는 형태로 전체 교과 내용을 약 20% 감축했다.
기존 공통 과정의 성격을 갖는 고1 과목 내용은 `내용의 적합성'을 따져 일부는 중3 과목으로 내려보내고 일부는 고1 선택과목으로 정비했다.
필수학습요소 위주로 학습량을 줄이면 동일한 시간에 이론 교육이 아닌 체험ㆍ활동을 더 할 수 있게 되므로 창의ㆍ인성교육, 체험 활동은 강화되는 효과가 있다고 교과부는 말했다.
교과별로 특성화된 교실을 마련해 수업하는 `교과교실제', 특정 기간을 정해 중점 수업을 하는 `집중이수제', 쪼개진 시간을 블록(block)으로 모아 집중해 가르치는 `블록타임제' 등도 활성화될 전망이다.

## 적용 연도

### 초등학교
| 연도 | 1학년                             | 2학년                             | 3학년                             | 4학년                             | 5학년                             | 6학년                             |
| ---- | --------------------------------- | --------------------------------- | --------------------------------- | --------------------------------- | --------------------------------- | --------------------------------- |
| 2009 | 2007 개정                         | 2007 개정                         | 7차                               | 7차                               | 7차                               | 7차                               |
| 2010 | 2007 개정                         | 2007 개정                         | 2007 개정                         | 2007 개정                         | 7차                               | 7차                               |
| 2011 | 2009 개정(총론) / 2007 개정(각론) | 2009 개정(총론) / 2007 개정(각론) | 2007 개정                         | 2007 개정                         | 2007 개정                         | 2007 개정                         |
| 2012 | 2009 개정(총론) / 2007 개정(각론) | 2009 개정(총론) / 2007 개정(각론) | 2009 개정(총론) / 2007 개정(각론) | 2009 개정(총론) / 2007 개정(각론) | 2007 개정                         | 2007 개정                         |
| 2013 | 2009 개정                         | 2009 개정                         | 2009 개정(총론) / 2007 개정(각론) | 2009 개정(총론) / 2007 개정(각론) | 2009 개정(총론) / 2007 개정(각론) | 2009 개정(총론) / 2007 개정(각론) |
| 2014 | 2009 개정                         | 2009 개정                         | 2009 개정                         | 2009 개정                         | 2009 개정(총론) / 2007 개정(각론) | 2009 개정(총론) / 2007 개정(각론) |
| 2015 | 2009 개정                         | 2009 개정                         | 2009 개정                         | 2009 개정                         | 2009 개정                         | 2009 개정                         |
| 1.   |                                   |                                   |                                   |                                   |                                   |                                   |

### 중학교
| 2009      | 7차       | 7차       | 7차       | 2007 개정 | 7차       | 7차       | 7차       | 2007 개정 | 7차       | 7차       |
| 2010~2012 | 2007 개정 | 2007 개정 | 2007 개정 | 2007 개정 | 2007 개정 | 2007 개정 | 2007 개정 | 2007 개정 | 2007 개정 | 2007 개정 |
| 2013~2017 | 2009 개정 | 2009 개정 | 2009 개정 | 2009 개정 | 2009 개정 | 2009 개정 | 2009 개정 | 2009 개정 | 2009 개정 | 2009 개정 |
| 1. 2.     |           |           |           |           |           |           |           |           |           |           |

### 고등학교
| 연도      | 총론      | 기초 영역 | 기초 영역 | 기초 영역 | 탐구 영역              | 탐구 영역 | 체육·예술 영역 | 체육·예술 영역    | 생활·교양 영역                  | 창의적 체험활동 |
| 연도      | 총론      | 국어과    | 수학과    | 영어과    | 사회(역사/도덕 포함)과 | 과학과    | 체육과         | 예술(음악/미술)과 | 기술·가정/제2외국어/한문/교양과 | 창의적 체험활동 |
| --------- | --------- | --------- | --------- | --------- | ---------------------- | --------- | -------------- | ----------------- | ------------------------------- | --------------- |
| 2009~2010 | 7차       | 7차       | 2007 개정 | 2007 개정 | 7차                    | 7차       | 7차            | 7차               | 7차                             | 7차             |
| 2011~2012 | 2007 개정 | 2009 개정 | 2007 개정 | 2007 개정 | 2009 개정              | 2009 개정 | 2007 개정      | 2007 개정         | 2007 개정                       | 2009 개정       |
| 2013      | 2007 개정 | 2009 개정 | 2007 개정 | 2009 개정 | 2009 개정              | 2009 개정 | 2007 개정      | 2007 개정         | 2007 개정                       | 2009 개정       |
| 2014~2017 | 2009 개정 | 2011 교과 | 2009 개정 | 2009 개정 | 2011 교과              | 2009 개정 | 2009 개정      | 2009 개정         | 2009 개정                       | 2009 개정       |
| 1. 2.     |           |           |           |           |                        |           |                |                   |                                 |                 |

## 개정 순서

### 1번째 부분 개정
2010년 5월 12일에 교육과학기술부 고시 제2010-24 호로 고시된 교육과정이다. '사회과 교육과정'을 개정한 것이다. 2011년 3월 1일부터 적용되었다.

### 2번째 부분 개정
2011년 8월 9일에 교육과학기술부 고시 제2011-361 호로 고시된 교육과정이다.

#### 적용 연도
- 2013년 3월 1일 : 초등학교 1~2학년, 중학교 1학년, 고등학교 1학년(영어)
- 2014년 3월 1일 : 초등학교 3~4학년, 중학교 2학년, 고등학교 1학년, 고등학교 2학년(영어)
- 2015년 3월 1일 : 초등학교 5~6학년, 중학교 3학년, 고등학교 2학년, 고등학교 3학년(영어)
- 2016년 3월 1일 : 고등학교 3학년
- 고등학교 '한국사' 과목의 필수 이수는 2012학년도 1학년부터 적용한다.

### 3번째 부분 개정
2012년 3월 21일에 교육과학기술부 고시 제2012-3 호로 고시된 교육과정이다. '총론', '고등학교 교육과정', '사회과 교육과정', '고등학교 교양 교과 교육과정'을 개정한 것이다. 2014년 3월 1일부터 적용되었다.

### 4번째 부분 개정
2012년 7월 9일에 교육과학기술부 고시 제2012-14 호로 고시된 교육과정이다. '총론', '국어과 교육과정', '도덕과 교육과정', '사회과 교육과정'을 일부 개정하고, '한국어 교육과정'을 신설한 것이다. 2013년 3월 1일부터 적용되었다.

### 5번째 부분 개정
2012년 12월 13일에 교육과학기술부 고시 제2012-31 호로 고시된 교육과정이다. 2013년 3월 1일부터 적용되었다.

### 6번째 부분 개정
2013년 12월 18일에 교육부 고시 제2013-7 호로 고시된 교육과정이다. 2014년 3월 1일부터 적용되었다.

## 같이 보기
- 대한민국의 교육과정
- 7차 교육과정
- 2007 개정 교육과정
- 2015 개정 교육과정
- 대한민국의 초등학교 교과목
- 대한민국의 중학교 교과목
- 대한민국의 역대 고등학교 교과목